# Farfalle (canción)
«Farfalle» (en Español, Mariposas) es un sencillo lanzado el 3 de febrero de 2022 por el cantante italiano Sangiovanni a través del sello discográfico Universal Music Italia. La canción es el primer sencillo del segundo álbum de estudio del cantante Cadere volare (2022).
«Farfalle» es el primer sencillo del cantante lanzado en 2022, la cual fue candidata para ganar en el festival italiano Eurovisivo Festival de la Canción de Sanremo 2022, quedando en 5ª posición.
A pesar de no haber ganado el concurso, la canción resultó ser un gran éxito en Italia, en donde debutó en la posición número veinticuatro de la lista de sencillos de la FIMI, saltando a cuarta posición de conteo en su segunda semana en lista compartiendo el top 5 con «Brividi» de Mahmood y Blanco quién había debutado en la primera posición de la lista. Para conseguir su mejor posición de la lista en la semana número once siendo únicamente bloqueada por la ganadora del Festival «Brividi».
Suiza fue otro país en el cual la canción consiguió aparecer en las listas generales de sencillos Schweizer Hitparade, consiguiendo como mejor posición la vigésimo cuarta y permaneciendo un total de cuatro semanas en dicho conteo.
En las plataformas de streaming como Spotify la canción debutó en la posición trigésimo octava del conteo semanal de Top 50 Italia con una acumulación de 857.935 escuchas En su segunda semana la canción dio un salto de treinta y tres posiciones hasta la quinta casilla de la lista tras haber recibido 5.227.418 reproducciones esa semana. Finalmente consiguió su mejor posición en la semana del 17 de febrero tras escalar hasta la tercera posición tras mostrar una bajada con 3.688.623 escuchas, sólo por detrás de «Ovunque sarai» y la ganadora «Brividi».

## Composición
Sangiovanni comenzó a adelantar «Farfalle» a finales de 2021 a través de sus redes sociales, sin embargo la canción no fue anunciada aplatana ya entrado 2022. Finalmente siendo lanzada el 3 de febrero del mismo año.
Justo tras su lanzamiento el cantante le comentó a Kiss Kiss FM :

Tenía tantas mariposss en mi estómago que decidí ponerlas en una pieza. Así al menos las tendría en alguna parte. Cuando escribí esta canción me encontraba en un momento difícil, siendo víctima de un montón de caos que existe en ese mundo actualmente. Quise que esta canción parase precisamente eso, así que la escribí. Quería una calada de aire, lo que necesitaba
Sangiovanni

La canción abarca los géneros Electropop y dance que cuenta con pulsaciones aceleradas. La pista fue coescrita por el mismo cantante en conjunto con Alessandro La Cava y  Stefano Tognini. Además de contar con la producción de Zef e Itaca.

## Versión con Aitana
«Mariposas» es la versión en español de la canción «Farfalle» del cantante italiano Sangiovanni lanzada como sencillo junto a Aitana el 2 de junio de 2022 a través del sello discográfico Universal Music Italia. Es la primera canción del cantante Sangiovanni que es mayoritariamente en Español y fue lanzada casi cuatro meses más tarde que la original. 
Desde el principio la canción tuvo gran impacto en territorio español. Debutando en el número doce de la lista de éxitos española Top 100 Canciones de Promusicae. Siendo la primera entrada del cantante italiano Sangiovanni en territorio español. Para su cuarta semana en lista la canción saltaría dos puestos hasta la décima posición del conteo significando también su primer top 10.
En streaming la canción ha cosechado el mismo éxito. Debutando en la posición número 17 y consiguiendo su mejor posición en el escaño 12 una semana más tarde con un total de 3.721.929 reproducciones en sus dos primeras semanas. En Italia la canción también consiguió aparecer en el Top 200 Semanal de streaming de Italia en la posición número 169.
La canción fue traducida al español y se le añadieron como créditos a Aitana, Manuel Rengifo y Andrés Torres como coescritores de la canción en la versión española. En cuanto a la producción los mismos Zeif e Itaca aparecen como los únicos productores en ambas versiones.

### Vídeo Musical
En el vídeo se encuentran Aitana y Giovanni en una casa la cual cambia de habitación según el vídeo va cambiando, aunque en el principio se encuentran en lo alto del coche en un lugar que parece se un confesionario o un aparcamiento.

## Posicionamiento en listas

### Farfalle
| País   | Lista               | MP | Ref.   |
| ------ | ------------------- | -- | ------ |
| Suiza  | Schweizer Hitparade | 24 | [ 12 ] |
| Italia | FIMI                | 2  | [ 2 ]  |

### Mariposas
| País   | Lista      | MP | Ref.   |
| ------ | ---------- | -- | ------ |
| España | PROMUSICAE | 10 | [ 13 ] |

## Formato

### En todas las plataformas
| N.º | Título     | Duración |  |
| 1.  | «Farfalle» | 2:44     |  |

| N.º | Título      | con    | Duración |  |
| 1.  | «Mariposas» | Aitana | 2:34     |  |